# Siphonogorgia squarrosa
Siphonogorgia squarrosa är en korallart som beskrevs av Studer 1878. Siphonogorgia squarrosa ingår i släktet Siphonogorgia och familjen Nidaliidae. Inga underarter finns listade i Catalogue of Life.